# Tussen de planeten
Tussen de planeten (Engelse titel: Between Planets) is een sciencefictionroman uit 1977 van de Amerikaanse schrijver Robert Heinlein.

## Synopsis
Don Harvey verlaat de Aarde om zijn ouders op te zoeken, twee wetenschappers die op Mars verblijven. Een oude vriend van de familie vraagt hem een ring te bezorgen aan zijn vader. Op weg naar een ruimtestation in een baan rond de Aarde geraakt hij bevriend met sir Isaac Newton, een wezen van Venus. Het ruimtestation wordt aangevallen en bezet door Venusiaanse rebellen die een onafhankelijkheidsstrijd uitvechten. Harvey wordt lid van de rebellen dankzij zijn vriendschap met sir Isaac Newton en omdat hij ook het Venusiaans burgerschap kan claimen (een van zijn ouders is afkomstig van Venus). Er ontstaat een regelrechte oorlog tussen de militaire troepen van de Aarde en de rebellen van Venus. Harvey ontdekt het geheim van de ring, die over wetenschappelijke kennis beschikt van vroegere verdwenen civilisatie op Mars. Met deze kennis en de hulp van sir Isaac Newton kan een geavanceerd schip met superieure wapens en verdedigingsmechanismen gebouwd worden. Harvey verslaat een groep oorlogsschepen op weg naar Mars en beslecht zo de strijd in het voordeel van de rebellen.